# Terrabona
Terrabona est une municipalité nicaraguayenne du département de Matagalpa au Nicaragua.

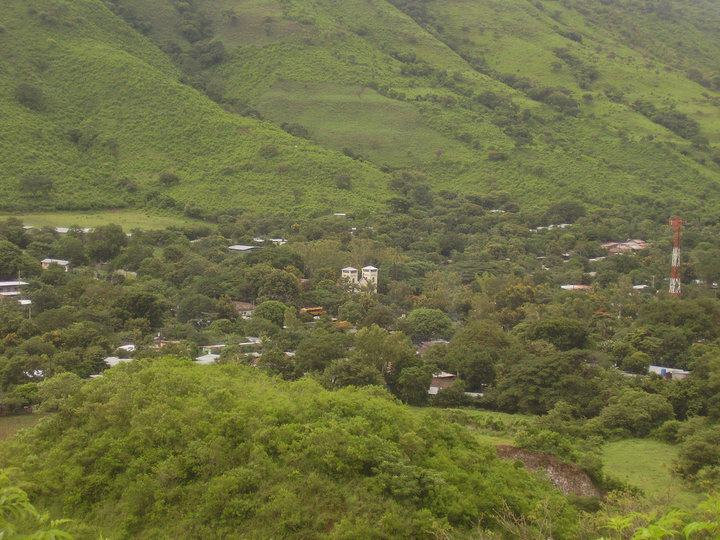
Terrabona